# 臨機応変マン
『臨機応変マン』（りんきおうへんマン）は、ガモウひろしによる日本の漫画作品。

## 概要
1985年から1987年まで『フレッシュジャンプ』（集英社）にて連載された。単行本は全4巻。単行本は現在絶版。
『臨機応変タイムズ』という、登場キャラのFOCUSや読者投稿のネタ等を紹介したページがあった。採用されるとTシャツなどが貰えた。コーナーの一つに、読み切り作品『根暗仮面』の主人公である本質追求仮面が、読者の考えた必殺技対決の勝敗をジャッジするコーナーがあった。大家マンの原型となったキャラではあるが、ただ、大家マン（もしくは俵孝太郎）の必殺技はほとんどを勝ちにしてしまう点はあるものの、同一人物かどうかは不明。
連載開始前の読み切りで描かれたりんきには、顔が四角いものがある。
後年発表された『とっても! ラッキーマン』の主人公である追手内洋一と同じ容姿のキャラがモブや脇キャラなどで良く登場する。この洋一と同容姿のキャラは次回作である『スーパーボーヤケンちゃん』にも出てきたが、『ラッキーマン』以降の作品では見かけなくなった。
逆に臨機応変マンは、『ラッキーマン』では勝利マン登場時の回想場面・ヒーローグランプリ場面のモブキャラとして登場した。また、コミックス『ラッキーマン』の第1巻中表紙にはコミックス『臨機応変マン』の第4巻中表紙と同じ絵が用いられた。さらにアニメ版『とっても！ラッキーマン』においても、勝利マンの回想場面のモブキャラとして登場している。
りんきの変身パターンには、番号が被った変身パターンや複数になる変身パターンも存在する。
連載当時、作中に高井麻巳子の名前が良く出ていたことがある。

## あらすじ
「こわれ荘」の一室に臨機応変事務所を構える出稼ぎ宇宙人、臨機応変マン（通称：りんき）。
りんきは総理大臣の中増根ちゃんから異星人・若しくは怪獣退治の要請を受ると、助手で同居人の原くんと共に出撃、9999の変身パターン（とダジャレ）を駆使して侵略者達を迎撃する。
中増根ちゃんからの報酬はカップ麺100個が相場だが、ダジャレによって誤魔化されることが多く、ほとんどまともに受け取った事がない。

## 登場人物

### 主要な登場人物
臨機応変太郎（りんきおうへんたろう） / 臨機応変マン
通常は「臨機応変マン」もしくは「りんき（ちゃん）」と呼ばれ、原くんからは「所長」と呼ばれる。ウルトラの星にしがみついて離れない「臨機の星」からやって来た貧乏出稼ぎ宇宙人ヒーロー。外見は蝶ネクタイにプロレスラー風のパンツ・手袋・リングシューズ・マントを着用。「こわれ荘」というアパートになんでも屋の臨機応変事務所を構える。臨機星人の能力である9999パターンの変身能力が最大の能力で、「りんき」「おーへん」と叫びながら変身ポーズを取り、「とーっ!!」とジャンプすることで変身を完了。「クルクルパッ」の効果音と共に着地して「臨機応変マン変身パターンその○○番・××スタイルだーっ!!（スパパパパーン）」と変身後の姿を紹介するのが基本（手足など身体の一部のみ変身するパターンも存在。また「スパパパパーン」の部分はスタイルによって変わる事もあり）。特に変身パターンその18番「怪獣退治スタイル」になった際は目元にゴーグル風の意匠が加わり、マントや蝶ネクタイが消えて全体のデザインも変化し、胸には大きく「R」のイニシャルが入るなど全体的に若干だがカッコよくなるだけでなく、変身の最後のアクションもウルトラマンの変身を思わせるポーズに「バビューン」という効果音が入る。変身解除は「元の」「状態に」「もどるべさー（もどるべしー）」で逆ルートをたどる。ただし、トレードマークにして臨機星人の特徴である大きな出っ歯は何に変身しようと消せない。またこの出っ歯は巨大化させ盾にしたり、ハサミやカッターの要領で物を切るなどいくつかの使い道がある。他にはトサカ状のパーツのついた頭部を飛ばして攻撃する「アイスラッガー」や額から発射する「りんきビーム」などの技を持ち、体のサイズも数十mからミクロサイズまで自由に変えられる。主食はカップ麺で具はエビが一番好きらしい。家族構成は父（臨機応変父之助）、母（臨機応変母子）、弟（臨機応変弟次郎）、妹（臨機応変妹子）で、皆りんきと同じ手袋・リングシューズ・マントをつけており臨機星人の頭部を象ったような形のオンボロ宇宙船で地球を訪れた事がある。第2巻の途中で地球を守るために「他の星で10年以上暮らしてはいけない」という臨機の星の法律を破り、故郷に帰る事ができない身となる。助手である原くんとはたびたび喧嘩もするが深い絆で結ばれており、時には報酬度外視で「愛する原くんの暮らす星だから」という理由で地球のために戦ったりもする。『とっても!ラッキーマン』第1巻の中表紙（コミックス版第4巻の中表紙と同じ）をはじめ、勝利マンの回想シーンやよっちゃん編などにも度々登場する。
原タコ徳（はら タコのり） / 原くんマスク
通称「原くん」。りんきの助手。小学生だが学校に通っていない。7年前、臨機応変事務所の前に捨てられていた赤ん坊で、7年の間カップ麺だけでりんきが育てた。その時添えられていた手紙には「この子の名前は原くんです」とだけ書かれており、りんきは原くんの両親と会うまで下の名前を知らなかった。常にグンゼのシャツ（胸に「GUNZE」と書かれている）と南海ホークスの野球帽を身に着けており、帽子の下の髪型は不明で、本人は秘密にしているらしく帽子を脱がされそうになった際は「覆面レスラーの覆面を脱がすのと同じ」と言っている。切手集めが趣味だが6枚しか集まっていない。実は7年前生まれたばかりの頃に何者かに誘拐された大会社社長夫婦の子供で、両親は原くんを取り戻すため多額の身代金を払ったが取り戻す事は叶わなかったという。りんきの親探しによって7年越しの親子再会は実現したが、結局原くんは自分の意志で臨機応変事務所で暮らす事を選んでいる。イトーヨーカドーの紙袋で作ったマスク（このマスクはただ袋をかぶるだけではヨーカドーマークが上下逆になってしまうので、わざわざ袋の底を切り取り上辺を貼り合わせて製作している）と新聞紙のマントを身につける事で原くんマスクに変身する。ただしあくまで子供のヒーローごっこレベルであり、中身は普通の小学生で特記すべき能力は何もない。とはいえぶりっ子星人戦やモグちゃん戦など、機転や助言で幾度となくりんきのピンチを救う働きもしている。原くんマスクは正体を隠しているつもりだが、誰にもバレている（作中でりんきが「ずっと前から知ってた」と発言している。ただりんきは知っていた上で敢えて触れないようにしている模様）。事務所が貧乏なため普通の子供が楽しむ娯楽に飢えており、りんきにおねだりをして却下されては「やだーい、やだーい」と「だだっ子攻撃」を行うのがいつものパターン（根負けしたりんきが原くんを連れて出掛けた所で、事件に出くわすことも多い）。
中増根ちゃん（なかそねちゃん）
内閣総理大臣。異星人や怪獣など侵略者や外敵が現れるとりんきに電話して退治を要請する。割といいかげんな性格。「なんで日本にだけ毎月23日（『フレッシュジャンプ』誌の発売日）に怪獣が出るんだ」とぼやいた事がある。
俵孝太郎（たわら こうたろう） / 大家マン
りんき達が住む木造建築2階建てアパート「こわれ荘」の大家。娘と息子を擁する。光子という名の妻が居たが逃げられた。が、テレビの公開捜査を通じて呼びかけたところ若い男と暮らしていた事が発覚するが「子供がかわいそうだから」と戻ってきた。「大家さん、変身ー！」のかけ声と共に身に着けている腹巻（異次元変身腹巻）を宙に投げ、それをくぐり抜ける事で大家マンに変身する事ができる。ニュースキャスターの「俵のコーちゃん」という瓜二つのキャラ（正確には元ネタ自体）も登場するが、全くの別人。「お金は人を裏切らない」の信念を持ち、りんきから滞納分家賃を徴収する事に燃えている。ハエハエマン＆胃ノキ戦で苦戦するりんきを救うため大家マンに変身して駆けつけたが、これも「りんきが死んだら家賃を徴収できなくなるから」だった。主な必殺技は「家賃払え！払え！払え！払え！払え！」のかけ声と共に手刀の突きを連打する「家賃払え突き」や「金払えキック（見た目はただの跳び蹴りである）」など。

### その他ヒーロー
成金マン
成金星から来た異星人。大金持ちで、りんき達が住むアパートの隣に百億円で一夜にして高層ビルを建てた。「成金」の名にふさわしく必殺技も「成金ビーム」「ダイヤモンドフラッシュ」など金目の物をばらまき相手を手なずける物だったりする。社屋兼住居のビルには執事のジェイムス（外見は普通の人間と変わらない）がおり、札束を象った外見の戦闘機「成金アロー」で現場へ出動する。戦闘の際はゴーグルを装着し巨大化変身する。りんきと同様に宇宙人退治など地球人の悩みを解決するのを目的とした会社「成金サービスカンパニー」を設立するも、怪獣退治勝負では最終的にりんきに負けて自信を喪失し成金星に帰る。その後、地球に戻ってきたようでムテキダーZ戦にも駆けつけていたが、金をばらまきすぎて一文無しになり、サラ金に追いかけ回され「借金マン」と改名した。
ウルトラKB隊
地球の防衛を担っている組織だが、まるで役に立たない。
人気あらへんマン
ヒラメ顔にタラコ唇（若干お多福に似ている）とりんき以上に顔が悪く、半袖半ズボンの背広のような衣装にツギハギだらけのマントという容姿の、人気がなければ金もなく仕事もない、そして今では存在自体を忘れられている悲惨なヒーロー。こわれ荘より3km離れた場所にあるさらにひどい状態の「つぶれ荘」なるアパートに住み「人気あらへんK．K．」という会社を経営しているが当然収入は皆無で（部屋のドアにはサラ金からの取り立ての張り紙が多数貼られている）、生活保護を受けている。主食は粟・稗など鳥の餌で、中増根ちゃんがその存在を思い出すまでは毎日「みにくいアヒルの子」の絵本を読み、いつか自分もこのように立派なヒーローになれる事を信じてひっそり暮らしていた模様。りんきがハイキングで留守中にバリカン星人が地球を襲ってきた時に、たまたま人気あらへんマンの存在を思い出した中増根ちゃんが怪獣退治を人気あらへんマンに依頼した（この時彼の元に電話が来たのは3年ぶり、怪獣退治の依頼は7年ぶり）。巨大化変身すると黒縁眼鏡・唐草模様の風呂敷のマント・ジャージにラクダの股引・軍手に黒いゴム長靴と元の姿以上にカッコ悪くなる。自分の容姿や人気のなさに強いコンプレックスを感じており、いじけて戦意さえ失ってしまうほどだったが、ハイキングから帰還し現場に駆けつけたりんきの姿を見て正義のヒーローに本当に必要なものが何なのか（人気や外見など気にせず正義のために戦う意志）に気づいた。そこにヒーローの神様（神さマン）が現れ、彼を正義マンという正統派ヒーローの姿に変えた。その後、水泳大会の時は人気あらへんマンの姿で登場した。
正義マン
人気あらへんマンがヒーローの神様の力で生まれ変わった姿。ウルトラマン系の八頭身のスタイル（この作品のキャラは三～四頭身が基本）で実力・外見・心構えなどあらゆる面で作中で最もヒーローらしいヒーローだが、ぶりっ子星人と結婚した後は腑抜けてしまったらしい。前方にかざした片手から放つ「超ウルトラ必殺スペシャル正義ビーム」が必殺技で、バリカン星人を一発で木っ端微塵にした。
カッコイーマン
見た目だけで、中身が伴わないヒーロー。体には「(E)（カッコイー）」のマーキングがある。りんきとはヒーロー中学時代の同級生で、かつては周囲から「カッコつけマン」や「見栄っ張りマン」と呼ばれていた他りんきも「口だけでメチャクチャ弱かった」と語っており、実際言動の一つ一つがいちいちポーズをつけてキザなセリフを言ったりと見ててかなりうっとうしい。こわれ荘の近所に自分の基地を建てたが、これも中身はただの張りぼてで映画のセット同然だった（本人はシンプルライフと言い張っていたが）。巨大化変身の際のエフェクトは絵に描いた物を自分で背後に広げていたり、戦闘の際もケチャップで出血を装ったりただのオモチャ（電池式）のカラータイマーを点滅させてピンチを装ったりととにかく自己演出には余念がない。必殺技は両手から放つえらく見た目の派手な「（これで全て済むから）スベテスム光線」だが、実力怪獣ツヨイゾーには蚊が刺すほどにも効かなかった。ツヨイゾーに手も足も出ず、交代した（その際もわざわざ「口ほどにもないヤツだ、とどめは君に譲る」とりんきに呼びかけている）りんきもその強さに歯が立たなかったが、「死んでも地球は渡さん」というりんきのカッコつけではない本気の台詞に自身のカッコつけが偽物であった事を悟り、りんき目掛けて発射されたツヨイゾーのミサイルを身を挺して受け止めりんきを助けた。カッコイーマンはこの戦いで死んだと思われたがその後も生きていて何度が登場する。その後、後楽園遊園地でカッコイーマンショーに出演する。

### 敵キャラ
サメサメマン
サメサメ星から来た宇宙人。海水浴場を独り占めしていた。りんきには変身パターンその648番「歯医者さんスタイル」で歯を全部抜かれて倒された。最終話のムテキダーZとの戦いは、風邪で欠席している。その後、映画ジョーズ5に出演。
ゴミゴミマン
山へハイキングに出かけた小学生たちやりんきが捨てたゴミから生まれた怪人。変身パターンその9番「ドブネズミスタイル」により生ごみを食べつくされて倒された。それが原因で、りんきは腹を壊し腹痛に悩まされる。最終話のムテキダーZ戦では復活しており、戦いにかけつけていた。指である煙草の吸殻を再着火させ飛ばす攻撃（追尾する）や悪臭での攻撃が得意。
ハエハエマン
ハエハエ星人が、自分たちの子孫である蝿が安心して生きていけるように地球に送り込んだサイボーグ。ウルトラKB隊・本部をあっさりと壊滅させる。応戦したりんきは変身パターンその5273番「外科医スタイル」でハエハエマンが本当にサイボーグかどうか確認するためにレントゲン写真を撮り、「ハエガン（肺がん）が見つかり余命3カ月」とうまいこと騙してゴミの埋め立てを行っていた夢の島に住まわせる。その後、同じようにりんきに胃ガンで余命3カ月と宣告された胃星人のアンタナニ・胃ノキと共に夢の島で残された命を語りながら暮らしていたが、宣告された余命が過ぎても死ななかった事から騙されたと悟り報復を決意。胃ノキと共にりんきと再戦するが、大家マンと中増根ちゃんから「地球に住む宇宙人は家賃を払う必要がある」と再度騙されて退散する。その後、標本にされたらしい。
シャレシャレマン
シャレシャレ星から来た異星人。常に笑顔でシャレばかり言っている。特に害があるわけでもなく、地球人からの評判も良かったが、人々が仕事をせずにシャレシャレマンのネタに夢中になっていたため、経済の落ち込みを危惧して追い払う事になった。変身パターンその480番「ダジャレ専門家スタイル」で対戦しほぼ拮抗していたが、シャレシャレマンよりも先にネタが尽きたため、481番の「より多くのダジャレを知っているダジャレ専門家スタイル」になって圧倒し追い払った。しかし、シャレシャレマンを追い払ったことで国民から反感を買い、シャレシャレマンの代わりにシャレを言い続ける羽目になった。その後はコメディアンになったらしく、第3巻の「宇宙一ダジャレ選手権」では決勝戦で再度りんきと対決。ダジャレ合戦でいっこうに決着がつかないため「りんきが変身した物でダジャレが作れるか」の一発勝負を行う事になるが、変身パターンその2989番「モニャラペヘレペホロロビッチアガペーケチョンパスタイル」という訳のわからない物体に変身したりんきの前にどうしてもダジャレを作れず敗れた。
電柱マン
元はただの電柱だったが、ゴミの収集場所にされたり犬におしっこをかけられるなど極度のストレスを感じていた所で手足が生え動き回れるようになった。そこから他の電柱も誘った事で各家庭に電気が送られなくなって大規模な停電が発生、テレビが見られなくなる事態に陥った。変身パターンその300番「ボウリングの球スタイル」で電柱達を倒し、起き上がれなくしたことで電柱たちは降参し、元の場所に戻った。武器は頭頂部のボルトを外し電線で繋いだヌンチャク（帯電しており落雷レベルの高電圧）。原くんキックでダメージを受ける数少ない敵でもある。
ブルーザー・ウォーリアー
プロレスラー。作中では珍しい、人間の敵キャラ。馬場地が手も足も出ない為、助っ人に来てほしいとりんきに依頼。普通に戦ってはりんきに勝ち目がなかったので変身パターンその18番「怪獣退治スタイル」になったがレフェリーが反則だと判断して再度変身したら負けにすると宣告される。その為、変身なしで戦わなくてはいけなくなり、圧倒的不利かと思われたがブルーザーはダジャレが大嫌いで、ダジャレの連発でブルーザーを苦しめた。ネタが尽きたところでブルーザーが反撃してきたが、倒れたのはブルーザーだった。りんきがどのような方法で勝ったのかをスローで確認すると、一瞬のうちに「塗り壁スタイル」になっていたことが判明し、りんきの反則負けになってしまった。
モチモチマン
中増根ちゃんが餅を食べすぎたことで変身した姿。餅を食べる日本人に復讐するために誕生した。変身パターンその41番「火炎放射機スタイル」で熱せられて巨大化したが中身が空だったため、体に穴を開けられジェット風船のごとく宇宙まで飛んでいった。中増根ちゃんは、モチモチマンが宇宙まで飛ばされた時にモチモチマンの体に開けた穴から落ちてきてた。その後、お店屋ケンちゃん、アキンドーと共にモチ屋になったが、姿が見当たらないとのこと。
虫歯のチクちゃん
原くんの歯を虫歯にしようと、鶴嘴で歯を叩いていた。最後はりんきの変身パターンその142番「ブルドーザースタイル」で胃液の中に落とされ融かされて死んだはずだが、最終話のムテキダーZ戦には何故か駆けつけており、元々は虫くらいの大きさだった体も人間ぐらいの大きさになっていた。
雪ダルマン
スキー場のある山から人間を追い出そうとしていた。体が雪でできているが、体を熱で溶かせば「雪どけ水マン」、それを凍らせれば「雪どけ水が凍ったマン」、それをまた溶かせば「雪どけ水が一度凍ったが、ふたたび溶けた雪どけ水マン」となるなど、キリがなく倒す方法がないのかと思われたが、変身パターンその8番「ただの木スタイル」でその雪どけ水を根っこから吸収して倒した。なお、変身パターンその8番は、同じ回に出てきた「学者スタイル」と同じ番号である。最終話のムテキダーZでは復活していて戦いに駆けつけていた。
なにわ怪獣アキンドー
江戸っ子怪獣テヤンデーとコンビで登場した怪獣。成金マンの成金ビームから発射された札束で買収され、あっさり退散した。その後、お店屋ケンちゃん、モチモチマンと共にモチ屋を経営する。
江戸っ子怪獣テヤンデー
なにわ怪獣アキンドーとコンビで登場した怪獣。職業は大工らしい。成金マンのダイヤモンドフラッシュから放たれたダイヤモンドにも買収されず、りんきの変身パターンその164番「すし屋スタイル」で意気投合してりんきの頼みに応じ引き上げていった。その後も何度か登場するが、宇宙人を集めたプロ野球チームで巨人と対戦した時は、江戸っ子は巨人ファンだと言って巨人側に寝返った。
勉強しなさいマン
勉強星から来た異星人。勉強しない子供を勉強させるために地球に来た。学生服を着たような姿で瓶底眼鏡をかけ、頭部は脳が透けて見えている。彼が扱う学帽は、孫悟空の頭の輪・緊箍児のごとくかぶった者が勉強しないとその頭を締めつけ、勉強するよう強要する上勉強しなさいマンの手でないと脱ぐ事はできない。りんきとの勉強対決では文字を実体化させる漢字光線・英語ファイヤー・数学ビームなどの技を駆使して戦うが、変身パターンその369番謎の中国人スタイル・ウィッキーさんスタイル・電卓スタイル（共に変身番号不明）で応戦したりんきに全問解かれてしまい、最終的には自身が実体化させた文字が頭に落下してきて頭にヒビが入り「勉強しなさいマン死すとも学問は死せず」と言い残して死んでしまう。その後復活して塾の先生になったらしく、モグちゃん戦ではりんきの体に貼りついたモグちゃんのドリルを解きピンチ脱出に一役買っている。
アンタナニ・胃ノキ
胃袋星からやってきた胃星人。職業はプロレスラー。体のほとんどが胃袋でできていてその上に巨大な口がある宇宙人で、この星の人間は地球人の100倍は物を食べる。そのため母星の食料が底を突いてしまい、食料を手に入れるべく食料豊富な地球に胃ノキが派遣された。常に「強力わかもと」を持ち歩いており、それを飲む事で「胃拡張」と称して巨大化する。変身パターンその28番「不良スタイル」になったりんきがガン（眼）を飛ばし、胃袋にガンをくっつけて「胃ガンで余命3カ月」との発言に騙され、前述のハエハエマンと同様夢の島で残りの人生を語りながら過ごす。その後騙された事に気づきハエハエマンと共にりんきと再戦するが、大家マンと中増根ちゃんに地球に住む宇宙人は家賃を払わなければならないと言う嘘に騙され退散する。胃袋星は、宇宙人のボランティア団体の配給によって救われたらしい。
ぶりっ子星人
地球侵略を目的として地球にやってきた。鬼のような怖い顔で角のように逆立った髪と裾の長いセーラー服というスケ番のような外見。りんきを倒す計画を立て、ぶりっ子してお目々キラキラのキャンディーちゃんという美少女の姿になり（ただし変身しても影だけはぶりっ子星人の形のまま）、原くんと交際してお金を使わせ、りんきのエネルギー源であるカップ麺を食べられないようにして弱った所を攻撃しようとしたが、騙された事に気づいた原くんが原くんマスクの姿でりんきにカップ麺を届けた。これで元気を取り戻したりんきは怒りが頂点に達した時のみ使える変身パターンその9996番「臨機応変マン怒るスタイル（仏教の四天王を思わせる姿。具体的な能力は不明だが出っ歯で剃刀を受け止め、そのまま噛み砕いたりしている）」でぶりっ子星人を宇宙へぶん投げて倒した。その後、オールスター陸上大会に出場した時は転倒して自身が武器として持っていた剃刀で腹部を切ってしまい出血したが、その時に正義マンに助けられた事がきっかけで愛に目覚め、結ばれて夫婦となる。
パンチマン
宇宙でも暴れ者で有名な異星人で巨大なゲンコツそのままの姿をしている。りんきの帰郷の時を見計らって地球へやってきた。「アタタタタタタタタ…」とパンチ連打を繰り出した後「さてここで問題です、今私は何回『タ』と言ったでしょう？」と質問する「北斗のケンちゃん攻撃」などを使うが、変身パターンその8888番「ジャンケンのパースタイル」というジャンケン勝負でりんきに負け、「次は頭をチョキにしてくるからな」と言い残し去っていった。
ハレー彗星
本物のハレー彗星だが実は自我を持っており、ウルトラKB隊に調査のためとしてミサイルを撃ち込まれ、怒ってKB隊の宇宙船を攻撃してきた。76年に一度しか地球に接近しないので笑いに飢えており、普通の人ならまず笑わない程度のつまらないギャグでも大笑いする。また、その気になれば一瞬で宇宙を一周できる。相手に息を吹きかけ一気に76年年を取らせる「76年に一度攻撃」や76年かけて宇宙を一周する球体に閉じ込める「76年に一度攻撃パート2」でりんきと戦ったが、最後は変身パターンその499番「ダイナマイトスタイル（体内に本物のダイナマイトが入っていてこれをハレーに仕掛けた）」で爆破された。
弱点見通しマン
弱点見通し星に住み、宇宙一強い男と名乗っている。自分の強さを証明するため数々の強敵と戦っては倒す事を続けており、りんきの評判を家来の荒木ちゃん（外見は人間の少年。近鉄バファローズの帽子と胸に「ワコール」と書かれたシャツを着用）の調査で知り挑戦しに来た。敵に向けて目から弱点見通しセンサーを発射すると、スリット状の口から相手の弱点が書かれた紙が出てくる。そして腹部のハッチからその弱点を攻めるための道具が出てくる仕組みになっているが、元からこのような体だった訳ではなく、実は宇宙小学校5年の時におもらしをしてそれをクラスのみんなにいじめられた暗い過去があり、その復讐のために体をこのように改造したとのこと。戦闘では見通しセンサーでりんきの弱点（両手が封じられると変身できない）を見通してハッチから出したマジックアームでりんきの両手を拘束し窮地に追い込むが、りんきは原くんの助言で自由だった両脚を包丁に変え（足だけ変身パターンその48番）アームを切って脱出。そして再度発射したセンサーを変身パターンその348番「鏡スタイル」で反射され、自分の弱点（前述の暗い過去）を暴かれて真っ赤になって逃走した。
グンゼマン
グンゼのシャツなどを着ている者を見つけてはコレクションと称して着ている物を力ずくでも奪っていく怪人。正体は競合会社であるPVDの社長（名前は畑三十郎）で、空手の達人。自社商品の肌着の売れ行きが落ちているため、グンゼを着ている者に災難をふりかけグンゼが売れなくなるように仕向けていた。グンゼ製品を愛用する原くんにも挑戦状を送りPVDに鞍替えさせようとしたが、拒否されたため戦闘に。所詮は大人と子供の力の差で原くんマスクをボロボロにするが、原くんを痛めつけたことでりんきの怒りを買い、4人に分身した「リンチ大勢マンスタイル」（変身番号不明・りんき曰く「その何番でもいいや」）になったりんきに叩きのめされてしまう。そしてボロボロのグンゼマンは原くんマスクの手で警察に突き出され、この件は原くんマスクの手柄として新聞記事にもなった（なおこの記事では原くんマスクは一応正体不明という事になっていた）。
蚊星人
火星からやってきた巨大な蚊の怪人。人間の血を求めて地球にやってきて、かわいい女の子を狙っては次々と血を吸い干からびさせていた。りんきの血をも吸い取りあわやという所まで追い詰めるが、りんきは残る力を振り絞り「ドラキュラスタイル」になって反撃。血の吸い取り合いの末にりんきが蚊星人の血を吸い尽くし勝利した。りんきの血液は臨機応変型でどんな血液型にも合うため、りんきは血を吸われ干からびた女の子たちに輸血を行い元に戻した。その後、蚊星人は標本にされたらしい。
バリカン星人
両手がバリカンになっている怪獣。「ふふふ、歩のない将棋は負け将棋」が口癖。怪獣の中でも人気No.1で、20年間その地位を維持しているとの事。人気あらへんマンよりもこの怪獣の方が人気が高かったため、悪役であるはずのバリカン星人の方に応援が行っていたが、最後は正義マンとして生まれ変わった人気あらへんマンのビーム一発で爆破され粉々になった。
カブトマン
豊かな森の土や木を見る事もなく虫カゴで一生を終えたカブトムシの怨霊が集まって誕生した怪物。カブトムシを殺した子供たちを誘拐し、虫カゴに閉じ込めて恨みを晴らしていた。カブトムシ以外にもハサミ・羽などのパーツをつけ替えて様々な虫に変身することができる。そこを逆手に取られ、りんきに背中に「弱」と書かれて弱虫にされ、変身パターンその670番「いじめっ子スタイル」で撃退された。その後標本にされたらしい。
秋の虫三兄弟・秋虫隊
マツムシのマッくん、スズムシのスッくん、クツワムシのクッくんの三兄弟。それぞれ体には花札の「松に鶴」、赤胴鈴之助のような胴、靴を連想させる足形マークがある。秋の星から秋の星へコンサートの旅をしており、秋を迎えた地球に立ち寄ったが、夜中でも関係なくコンサートを行うため騒音問題で討伐することになった。雑音攻撃やそれぞれの体にあるマークからの攻撃でりんきと対戦するが、最後は変身パターンその2416番「上半身は雨雲スタイル、足はクーラースタイル」で周辺の気候が冬になり雪が降り出したので慌てて立ち去った。その後標本にされたらしい。
モグちゃん
モグラに似た姿の地底人が造り出したモグラの怪獣。語尾に「モグ」をつけて喋るのが特徴。日よけ用ゴーグル内蔵の工事用のヘルメットをかぶり、口先にはドリルを備え、左手はツルハシで右手はシャベルになっている。右手のシャベルは相手の悪口をまくし立てる「喋るシャベル」で、口先のドリルからは相手の体に貼りつき解答を書かないと取れない小学校問題のドリルが出てくる。地底の人口が増えて土地不足になったため、新たな居住地を得るべく地上の人間を殲滅する目的で造られた。りんきは穴に埋められて身動きできない状態にされ、絶体絶命の状況の時に原くんマスクの率いる子供たちが駆けつけて『手のひらを太陽に』を合唱し、それを聞いたモグちゃんは「生き物はみな友達だ」との思いに目覚め改心した。その後は道路工事の手伝いをするなどして人々の役に立っている。
中華まんブラザーズ
長年人間に食べられ続けてきた恨みを晴らすために普通の中華まんが変化して誕生した。肉まん・あんまん・カレーまん・ピザまん・チーズまんの5体からなり、中華まんを食べる人間を次々と襲った。全員が連結して芋虫モードになっての絹糸攻撃や体を半分に割り熱々の内部を敵に押しつける「中華まんの中はあっついぞ攻撃」などを使ってりんきと戦ったが、最後は変身パターンその677番「水でっぽうスタイル」で水を浴びせられ、溶かされて元の中華まんに戻った（中華まんの皮は水分でふやけて溶けるので）。その後、ムテキダーZ戦では復活していた。
クルマン
クルマ星からやってきた宇宙人で、外見は地球の自動車にそっくりであり車輪を延ばして手足のように扱う。エネルギー源であるガソリンが尽きたため、最も多くのガソリンが入る大型タンクローリーのクルマンが地球のガソリンを手に入れるべく派遣された。飲んだガソリンをりんきに浴びせてシガーライターで点火する攻撃やヘッドライトの閃光での目くらましで戦ったがりんきが変身した道路標識に翻弄されて疲弊し、うっかり原くんを撥ねてしまう。原くんは無事だったがりんきの指示で死んだふりをして、その結果クルマンは人を轢き殺したという嘘の罪で宇宙警察ポリスマンに逮捕され、宇宙交通刑務所へ連行された。なお、クルマ星は、太陽電池が発明されたことで救われたらしい。
ことわざカルタマン
中増根ちゃんが、孫とカルタをしようとして「そんなのだっせーよ」と拒否され、失意のうちに庭でカルタを燃やしていた時にそのカルタから誕生した。カルタを再度普及させるためにカルタ以外の遊びをしている者の邪魔をして回った後、カルタの全盛期だった戦後すぐの時期に戻すべく街を焼け野原にしようと目論み、「大は小を兼ねる」で巨大化した。カルタの札の内容であることわざに因んだ技を数多く持ち、それで札の中の絵を実体化させて攻撃する事ができる。りんきは変身パターンその690番「ことわざ専門家スタイル」で応戦し、「地震雷火事親父攻撃」の最後に変身パターンその699番「ことわざカルタマンのおやじスタイル」で説教。これでことわざカルタマンは一旦負けを認めたものの、すぐに「負けるが勝ち」と言って自身の勝ちを主張。結論としてどちらが勝ちなのか分からなくなり引き分けに終わった。その後、学校の先生になった。
おかし屋ケンちゃん
スーパーマーケット星の宇宙人。この星にはありとあらゆるお店があり、この星のお店は皆生きているらしい。バレンタインが近づいてきたが、チョコを仕入れていたチョコレート星のチョコが太陽に接近しすぎて溶けてなくなったため、店の主から地球へチョコを取りに行くよう命じられた。店だけに体内にはいろいろなお菓子を持っており、それを駆使して戦う。変身パターンその993番「ペンキ屋スタイル」で看板を「おすしや」に変えられて自分の事を寿司屋と思い込まされ、奪ったお菓子を全部返して帰っていった。
実力怪獣ツヨイゾー
地球征服をもくろむ実力派の怪獣で、両肩にそれぞれ「実」「力」腹部に「強」の文字が書かれている。両目から強力な破壊光線を撃つほか頭部の2本の角の先端はミサイルになっており、一発で致命傷を与える威力がある。防御力も高くカッコイーマンのスベテスム光線だけでなく変身パターンその18番「怪獣退治スタイル」になったりんきのビームすらも通じない。ミサイルの一発でりんきを庇ったカッコイーマンに致命傷を負わせるが、最後は変身パターンその996番「ミサイルUターンマシーンスタイル（胴体部分がU字型の管になっていて一方の口から入ったミサイルをUターンさせてもう一方の口から出す）」で自身が放ったミサイルを跳ね返され倒された。
サクラン
マナーの悪い花見客らの行動に錯乱した桜の木たちが合体して誕生した怪獣。変身パターンその24番「桜のライバル梅スタイル」で応戦。サクラと名がつけば桜と直接関係のない攻撃もしてくる為苦戦したが、桜前線を引っ張ってきて五分咲きのサクランの桜を散らすなどしたらあっさり降参した。
よろいカブトマン
1年のほとんどを押し入れで過ごしている5月人形達の人間への恨みで誕生した怪獣。鎧や刀などで武装をしている為かなり強いが、顔を攻撃したらあっさりやられた。りんき曰く、テレビで「人形は顔が命です」と言っていたからとのこと。戦闘中に海中へ沈められピンチの際はカプセル怪獣「コイノボリン」を使い海中から脱出した。
臨機応変マンの新コスチューム募集の賞品をかっぱらっちゃうマン
名前通りの役回りで登場した宇宙人。どうにか賞品を奪い取ろうとしたが、過去に登場した異星人が総出で阻止しにきたため、あっさりと倒された。その後も賞品獲得を諦めてないらしく、正式に投稿して入賞を目指しても叶わなかったが、金賞として自身が全ての賞品を身に付けたコスチュームが選ばれた事で夢が叶う形になった。
ムテキダーZ
無敵星のムテキ星人が地球に送り込んだ戦闘ロボット。このロボットの前にアメリカも旧ソ連も降参した。ムテキダーZとの戦いにはりんきにも風邪で欠席のサメサメマンを除く過去に登場した40人の宇宙人が駆け付けた。しかし、ムテキダーZの圧倒的パワーの前には手も足も出なかった。りんきは内側から攻撃しようとムテキダーZの体内に入り、エネルギーが尽きかけていると嘘をついて無敵星に帰還させ、エネルギー源である原子炉を破壊することで無敵星ごと爆破させた。
臨機応変自由自在マン
連載開始前の読み切り作品に登場。最初はバリカン星人の着ぐるみで現れた。名前の通り臨機応変マンの一つ先を読むと言い、りんきの行動を先読みした行動を取るも、「臨機応変自由自在縦横無尽マン」と改名したりんきよりも凄い名前が思い浮かばず退散した。

### その他のキャラ
原くんの両親
大会社の社長夫婦で豪邸に住んでいる。名前は不明。父親は南海の帽子をかぶり、母親はグンゼのドレスを着ているなど、不自然に分かりやすい特徴をしている。第1巻で7年間探し続けていた息子と再会を果たしたが、息子に対しては割と寛容らしく「成長のため」としてその後も臨機応変事務所で暮らす事を容認していたりする。
俵孝太郎の子供達
息子と娘がいて、2人とも父親と同じ顔をしている。名前は不明。登場する時は父親の傍にいる程度の存在だが、原くんからだだっ子攻撃を教わったらしく、父親にだだっ子攻撃をしていた事がある。
ひろし
玉ねぎのような髪型をした脇キャラ。勉強しなさいマンが登場した回にて名前が判明した。
ゴキブリゴキちゃん
臨機応変事務所にいるゴキブリ。人間の言葉が話せるようで、りんき達が留守の時は留守番をしていることもある。
ひろみちゃん
りんきが恋をする女子高生。過去にりんきは12回も出っ歯が原因で失恋しているため告白は躊躇していたが、ひろみもりんきに好意を持っていたおかげである程度親密な関係になることができた。りんきの懸念だった出っ歯を気にせず地球のために戦う彼に好意を持っていたり、クリスマスパーティーの際は自分のためになけなしの金でケーキを買おうとするりんきの姿が頭から離れず最終的に成金マンから贈られた総額50億円のダイヤの詰め合わせを突き返してりんきの元に行くなど、外見より内面を重視する性格のようである。
ヒーローの神様・神さマン
人気あらへんマンを正義マンの姿にした時と、ことわざカルタマン戦で「藪をつついて蛇を出す」攻撃により蛇に巻きつかれて両手がふさがっていたりんきに猫の手を貸して変身できるようアシストした時に登場。2度目の登場の際はりんきの「困った時の神頼み」に応えて「捨てる神あれば拾う神あり」と登場し、「猫の手も借りたい」状態のりんきに本当に猫の手を貸している。
安倍ちゃん
中増根ちゃんの秘書。眼鏡を掛けている。いつも中増根ちゃんとコンビで登場するが、特に目立ったところは無い。
ガモウひろし
作者。ストーリーに絡むことは無く、基本的には臨機応変タイムズなどに出てくる程度だが本編にも登場した事がある。頭にペンを刺しているのが特徴。